# Bolívar (Bolívia)
Bolívar é uma província da Bolívia localizada no departamento de Cochabamba, sua capital é a cidade de Bolívar.